# Laguna de Manialtepec
La laguna Manialtepec es una laguna costera a 18 km al oeste de Puerto Escondido, rumbo a Pinotepa Nacional en el Estado de Oaxaca, México.
El nombre proviene del Náhuatl “manial” (lugar de donde brota el agua) y “tepec” (cerro), "agua que nace del cerro", este se debe al manantial de agua termal que surte a la laguna. El acceso a la laguna vía terrestre es por la carretera Federal 200 o por lancha desde Puerto Escondido. La laguna tiene 15 km de largo entre jungla y manglares que alcanzan los 15 metros de altura en algunos lugares. Los manglares predominantes son manglares rojos (Rhizophora mangle) y manglares blancos (Laguncularia racemosa) en la desembocadura del río. La laguna se hace camino hacia el mar en la época de lluvias (julio-septiembre) justo en un lugar llamado Puerto Suelo o El Carnero.
El agua de la laguna es una mezcla de agua salada, agua dulce y agua termal, esto debido al intercambio de agua entre la laguna y el mar cuando la barra se rompe, y a un manantial de agua termal que desemboca en la laguna. El agua es de color rojizo, esto debido a los mangles rojos(Rhizophora mangle) y a la presencia de algas rojas en la laguna, 
La laguna es un excelente lugar para la observación de aves silvestres y otras especies de animales como iguanas y peces.

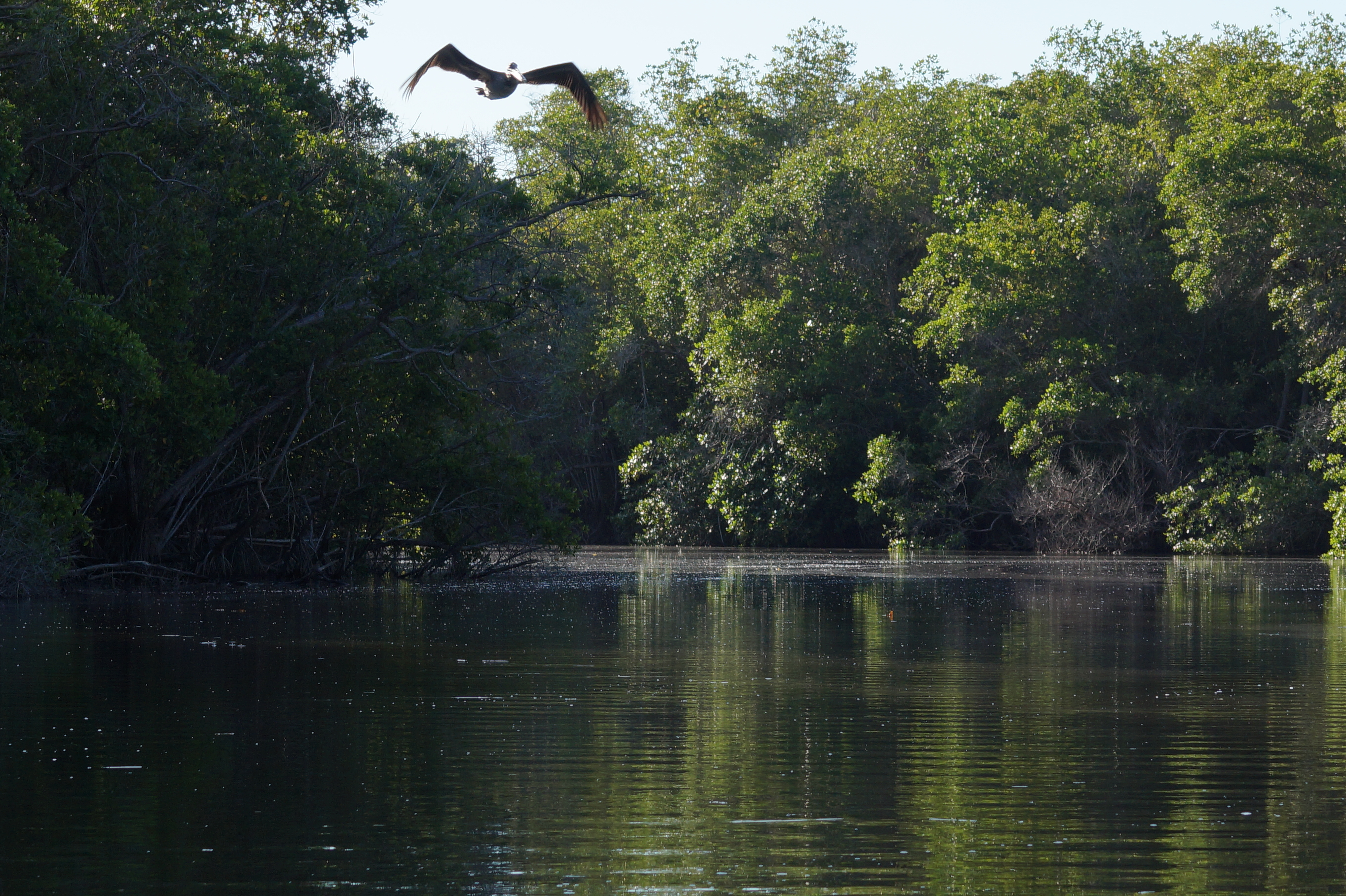
Manglares laguna de Manialtepec

## fauna
Aunque mucho del follaje y la vida silvestre es visible desde el muelle de San José Manialtepec y sus restaurantes, la mayoría de los visitantes exploran la laguna por lancha, kayak para acercarse al ambiente natural. Varias especies de aves anidan ahí incluyendo patos, cigüeñas,  "tijerillas", pelícano gris, ibis, pericos y garzas. Especies de peces como la mojarra, robalo y lisas.
Aves 

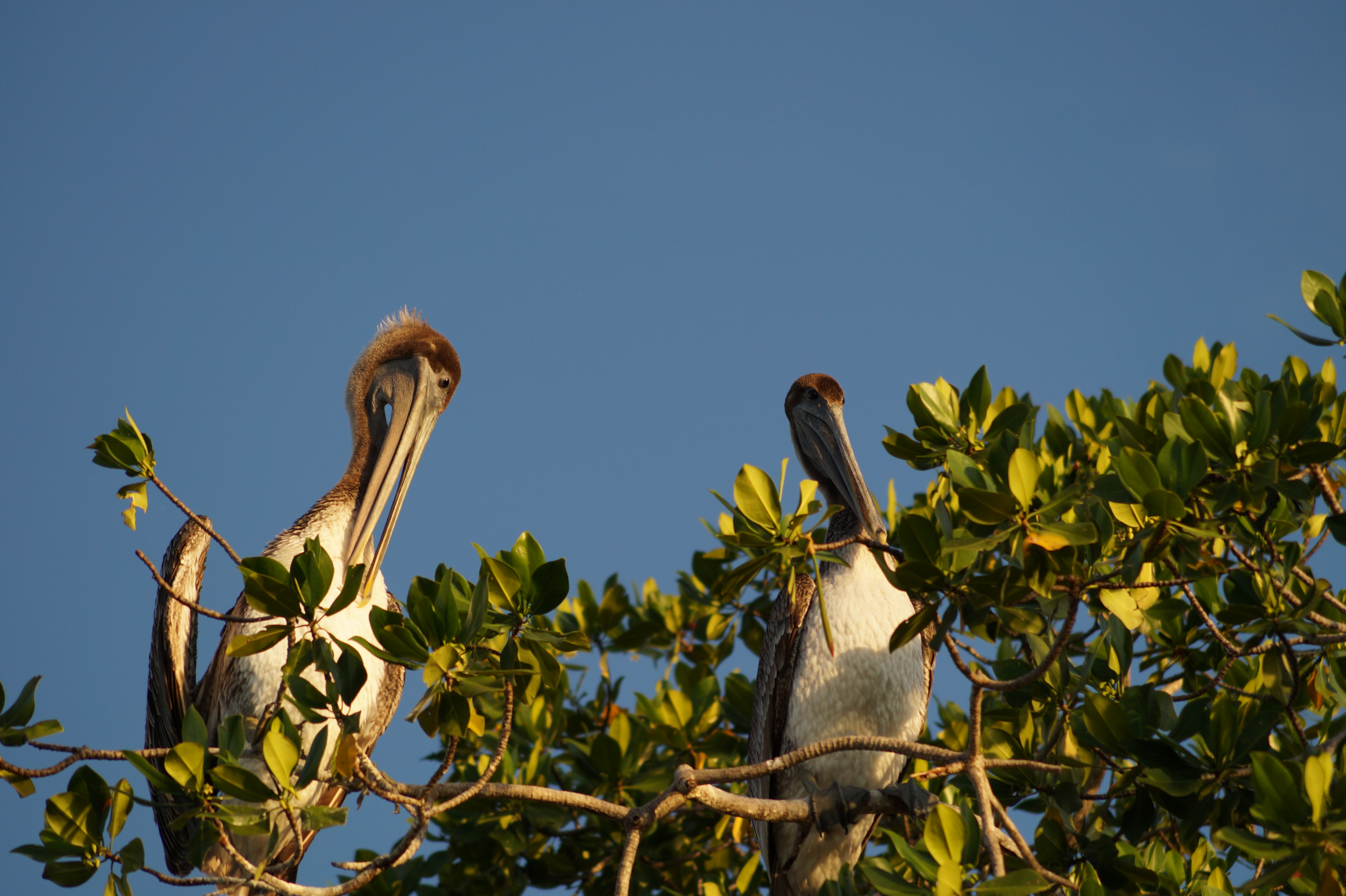
Pelícanos en la laguna de Manialtepec

La laguna presenta un gran número de aves, migratorias, residentes permanentes y residentes temporales, algunas de ellas viajan desde Canadá para permanecer el invierno en la laguna.
- Fulica americana
- Pelícano Gris
- Garza Tigre (Tigrisoma mexicanum)
- Garza ceniza (Ardea herodias)
- garza piquirrosa (Egretta rufescens)
- garza boyera (Bubulcus ibis)
- garza verde (Butorides virescens)
- Martinete común (Nycticorax nycticorax)
- garza nocturna Sabacú (Nyctanassa violacea)
- garza pico de bota (Cochlearius cochlearius)
- ibis blanco americano (Eudocimus albus)
- tántalo americano (Mycteria americana)
- buitre negro americano  (Coragyps atratus)
- urubú de cabeza roja (Cathartes aura)
- barraquete aliazul (Anas discors)
- porrón bola (Aythya affinis)
- pato zambullidor grande (Oxyura jamaicensis)
- águila pescadora  (Pandion haliaetus)
- gavilán cangrejero negro (Buteogallus anthracinus)
- gavilán pollero (Buteo magnirostris)
- Crested Caracara
- Wilson's Plover
- chorlito semipalmado (Charadrius semipalmatus)
- jacana del norte (Jacana spinosa)
- tigüi - tigüi (Tringa semipalmata)
- andarríos maculado (Actitis macularius)
- chichicuilote (Calidris minutilla)
- gaviota reidora americana (Leucophaeus atricilla)
- charrán real (Thalasseus maximus)
- charrán elegante (Thalasseus elegans)
- charrán patinegro (Thalasseus sandvicensis)
- paloma morada  (Patagioenas flavirostris)
- tórtola aliblanca (Zenaida asiatica)
- loro frente blanca  (Amazona albifrons)
- garrapatero asurcado (Crotophaga sulcirostris)
- martín pescador de collar (Megaceryle torquata)
- martín gigante norteamericano (Megaceryle alcyon)
- martín pescador verde (Chloroceryle americana)

Reptiles
- iguana verde  (Iguana iguana)

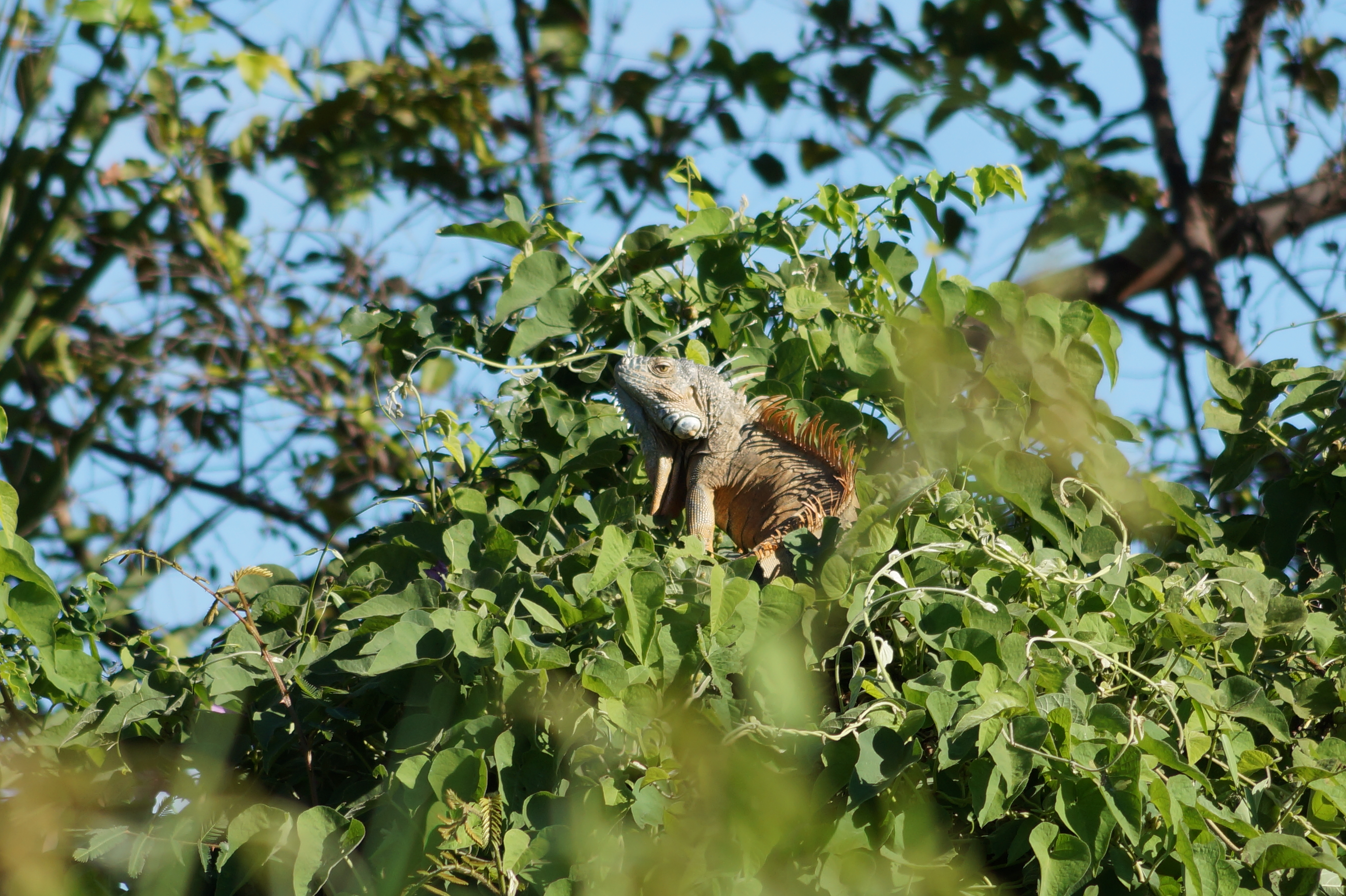
Iguana verde en la laguna de Manialtepec

- iguana negra (Ctenosaura pectinata)
- lagartijas
- Cocodrilos-únicamente en la desembocadura del río donde el agua es dulce.

Mamíferos
- mapache boreal (Procyon lotor)
- nutria
- tlacuache (Tlacuatzin canescen)

(lista no completa de fauna de la región)

## Bioluminiscencia
La laguna presenta bioluminiscencia debido a un alga del grupo Dinoflagellata que vive ahí. Estos organismos activan su brillo debido al movimiento del agua. Por la noche, varios haces de luz se pueden ver debido al desplazamiento de los peces en el agua.

## Actividades Económicas
La pesca y el ecoturismo son las 2 principales actividades de la laguna. Se pescan principalmente la mojarra y el robalo. Las actividades ecoturísticas se enfocan en la observación de aves, observación del fenómeno de bioluminisencia y recorridos de la laguna en lancha.

## También
- Parque Nacional Lagunas de Chacahua